# Jürgen Dubois
Jürgen Dubois (* 7. Dezember 1932 in Hanau; † 25. März 2008) war ein deutscher Konteradmiral der Marine, der unter anderem zwischen 1982 und 1987 Kommandeur der Marinefliegerdivision sowie zuletzt von 1989 bis 1993 Befehlshaber des Territorialkommando Schleswig-Holstein und Deutscher Bevollmächtigter im Bereich der Alliierten Streitkräfte Nordeuropa AFNORTH (Allied Forces Northern Europe) war.

## Leben
Dubois begann nach dem Abitur 1953 zunächst ein Studium der Rechtswissenschaften und trat als Mitglied der ersten Crew I/1956 am 1. Januar 1956 in die Bundesmarine ein. Zu seinen Jahrgangskameraden gehörten unter anderem Flottillenadmiral Gerhard Bing, Flottillenadmiral Konrad Ehrensberger sowie Vizeadmiral Hein-Peter Weyher. Nach Abschluss der Ausbildung zum Seeoffizier absolvierte er 1959 seine fliegerische Ausbildung und fand nach deren Beendigung zwischen 1960 und 1965 Verwendung als Flugzeugführer und Staffelkapitän beim Marinefliegergeschwader 1 (MFG 1) auf dem Fliegerhorst Schleswig in Jagel. Dort absolvierte er eine Umschulung vom Piloten von Kampfflugzeugen vom Typ Hawker Sea Hawk auf Kampfflugzeuge vom Typ Lockheed F-104 „Starfighter“. Nach seiner Beförderung zum Korvettenkapitän am 27. Juli 1965 absolvierte er zwischen 1965 und 1967 den 7. Admiralstabslehrgang an der Führungsakademie der Bundeswehr in Hamburg.
Im Anschluss kehrte Dubois 1967 als Kommandeur der Fliegenden Gruppe zum Marinefliegergeschwader 1 zurück und erhielt dort am 31. Januar 1969 seine Beförderung zum Fregattenkapitän. Im Anschluss war er zwischen 1970 und 1973 als Lehrstabsoffizier an der Führungsakademie der Bundeswehr tätig und übernahm danach im April 1973 als Nachfolger von Kapitän zur See Gerhard Reger den Posten als Kommodore des Marinefliegergeschwaders 1. Während dieser Zeit wurde er selbst ebenfalls zum Kapitän zur See befördert und verblieb in dieser Verwendung bis zu seiner Ablösung durch Kapitän zur See Waldemar Scholz im Mai 1977. Nach einer anschließenden Verwendung zwischen 1977 und 1979 als Referatsleiter im Führungsstab der Marine (FüM) im Bundesministerium der Verteidigung, wurde er im Oktober 1979 Nachfolger von Kapitän zur See Hansjakob Kratzmair als Chef des Stabes des Flottenkommandos (FlKdo) in Glücksburg-Meierwik und übte diese Funktion bis zu seiner Ablösung durch Kapitän zur See Kurt Ziebis im April 1982 aus.
Mit gleichzeitiger Beförderung zum Flottillenadmiral wurde Dubois am 1. April 1982 Nachfolger von Flottillenadmiral Rudolf Deckert als Kommandeur der Marinefliegerdivision. Auf diesem Posten verblieb er bis zum 30. September 1987, woraufhin Flottillenadmiral Kurt Ziebis sein dortiger Nachfolger wurde. Er selbst löste als Konteradmiral am 1. Oktober 1987 Konteradmiral Gustav Carl Liebig als Stellvertretender Befehlshaber des Flottenkommandos ab und bekleidete diese Funktion bis zu seiner Ablösung durch Konteradmiral Hans-Jochen Meyer-Höper zum 1. Oktober 1989. Zuletzt wurde er am 1. Oktober 1989 abermals als Nachfolger von Konteradmiral Gustav Carl Liebig Befehlshaber des Territorialkommando Schleswig-Holstein und Deutscher Bevollmächtigter im Bereich der Alliierten Streitkräfte Nordeuropa AFNORTH (Allied Forces Northern Europe). Am 31. März 1993 trat er in den Ruhestand und wurde daraufhin zum 1. April 1993 von Generalmajor Jürgen von Falkenhayn abgelöst.
Dubois war verheiratet und Vater zweier Töchter sowie eines Sohnes.